# 体育场地

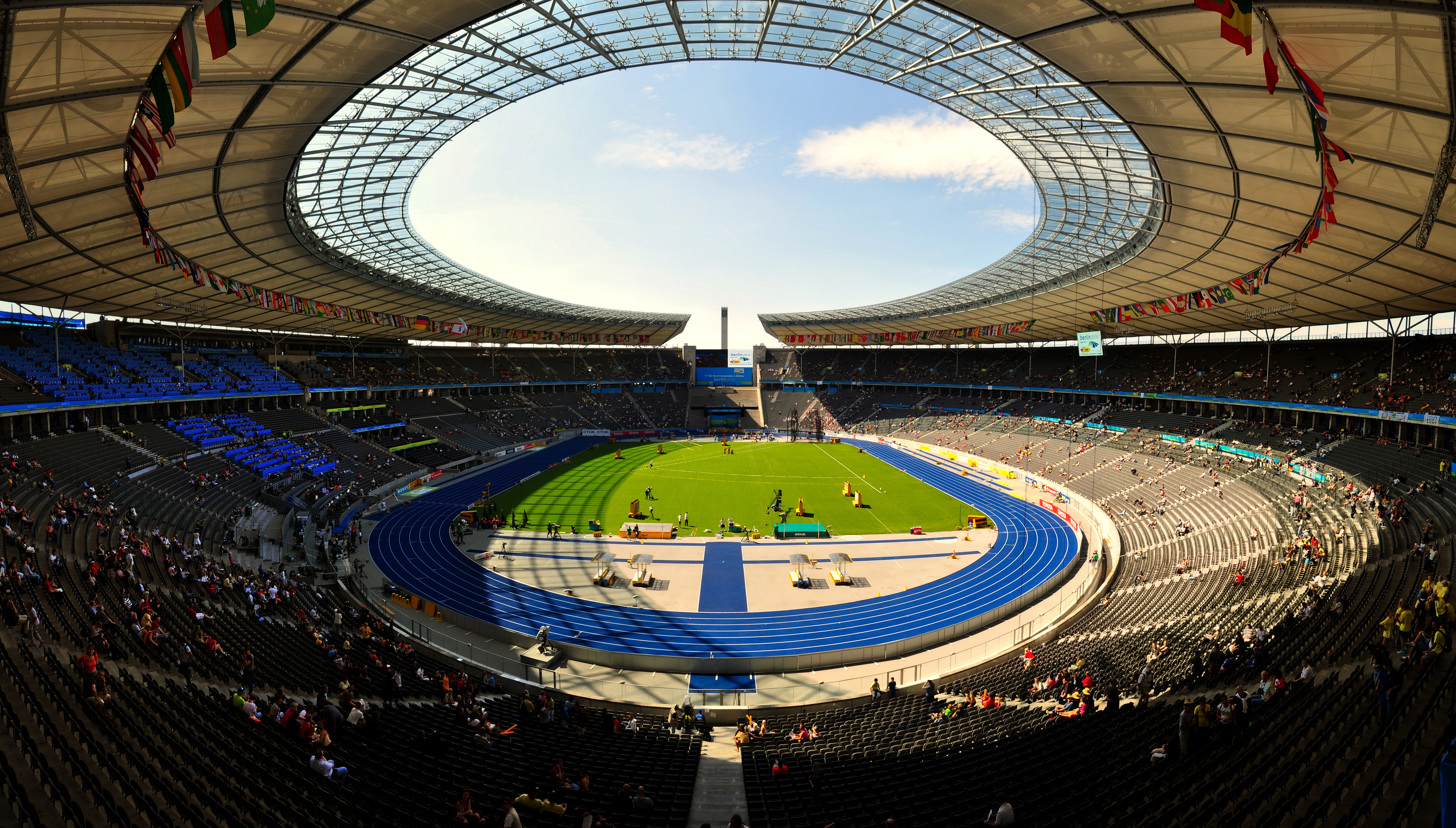
柏林奥林匹克体育场

体育场地（英語：sport venue）是供人体育运动或体育比赛使用的设施统称，主要分为室内全封闭的体育馆与室外露天或设有伸展顶棚的体育场。建筑主体成圆形的体育场馆也称「巨蛋」。体育场馆的建筑结构一般根据实际比赛用途设计，例e2为棒球比赛建造的棒球场，为网球建造的网球场，为田径比赛建造的田径场，及足球的足球场和橄榄球的橄榄球场等，但也可举办其他比赛项目。